# Akbulut-Korken
In der Mathematik kommen Akbulut-Korken in der Theorie 4-dimensionaler Mannigfaltigkeiten vor. Insbesondere werden sie bei der Konstruktion exotischer 4-dimensionaler Räume ({\displaystyle \mathbb {R} ^{4}}‘s) verwendet.
Während für topologische 4-Mannigfaltigkeiten der h-Kobordismus-Satz gilt, ist dies für differenzierbare 4-Mannigfaltigkeiten nicht der Fall. Stattdessen gilt aber der folgende Satz von Cynthia L. Curtis, Michael Freedman, Wu-Chung Hsiang, Robert Stong:
In jedem 5-dimensionalen h-Kobordismus {\displaystyle W} zwischen 4-dimensionalen Mannigfaltigkeiten {\displaystyle M} und {\displaystyle N} gibt es kompakte, zusammenziehbare 4-dimensionale Untermannigfaltigkeiten mit Rand {\displaystyle A\subset M,B\subset N} und einen in {\displaystyle W} als Untermannigfaltigkeit mit Rand enthaltenen (kompakten und zusammenziehbaren) h-Kobordismus {\displaystyle K} zwischen {\displaystyle A} und {\displaystyle B}, so dass {\displaystyle W} außerhalb von {\displaystyle K} ein trivialer Kobordismus ist, es also einen Diffeomorphismus
{\displaystyle W\setminus Int(K)\simeq (M\setminus Int(A))\times \left[0,1\right]}
gibt. {\displaystyle K} kann so gewählt werden, dass es diffeomorph zur Vollkugel {\displaystyle {\mathbf {D} }^{5}} ist, dass {\displaystyle W\setminus K} einfach zusammenhängend ist und dass es einen Diffeomorphismus {\displaystyle A\to B} gibt, dessen Einschränkung auf den Rand eine Involution ist.
Zwei h-kobordante 4-Mannigfaltigkeiten {\displaystyle M,N} müssen also nicht diffeomorph sein, man kann aber {\displaystyle N} aus {\displaystyle M} gewinnen durch Ausschneiden einer kompakten, zusammenziehbaren Untermannigfaltigkeit {\displaystyle A} und Wiedereinkleben mittels einer Involution von {\displaystyle \partial A}.
Die 4-Mannigfaltigkeit {\displaystyle A} ist homöomorph, aber nicht diffeomorph zur Vollkugel {\displaystyle {\mathbf {D} }^{4}} und wird als ein Akbulut-Korken bezeichnet. Er ist nach  Selman Akbulut benannt.
Jeder Akbulut-Korken kann in einen exotischen {\displaystyle \mathbb {R} ^{4}} eingebettet werden. Genauer kann man im obigen Satz einen {\displaystyle K} enthaltenden und außerhalb von {\displaystyle K} trivialen, offenen, h-Kobordismus {\displaystyle U\subset W} finden, der homöomorph zu {\displaystyle \mathbb {R} ^{4}\times \left[0,1\right]} ist.